# Čokešina
Čokešina (en serbe cyrillique : Чокешина) est un village de Serbie situé sur le territoire de la Ville de Loznica, district de Mačva. Au recensement de 2011, il comptait 712 habitants.
Le Jerez, un affluent de la Save prend sa source près de Čokešina.

## Démographie

### Évolution historique de la population
| 1948  | 1953  | 1961  | 1971  | 1981  | 1991  | 2002 | 2011 |
| ----- | ----- | ----- | ----- | ----- | ----- | ---- | ---- |
| 1 428 | 1 469 | 1 477 | 1 334 | 1 262 | 1 117 | 881  | 712  |

|  |